# Heinrich Petri (Maler)
Heinrich Petri (* 6. Februar 1834 in Göttingen; † 15. Februar 1872 in Düsseldorf) war ein deutscher Historienmaler der Düsseldorfer Malerschule.

## Leben
Petri war der zweite Sohn des Göttinger Miniatur- und Porzellanmalers wie Fotopioniers Philipp Petri. Während sein älterer Bruder Bernhard (1837–1887) seinem Vater in das Göttinger Geschäft der Porzellanmalerei folgte, erhielt Heinrich ab 1852 eine akademische Ausbildung als Maler an der Kunstakademie Düsseldorf, wo er bei Ernst Deger studierte und von diesem als religiöser Historienmaler im Stile der Nazarener geprägt wurde. Petri reiste zweimal nach Rom (zunächst 1858/1859, dann erneut 1868) und war dort mit seinem älteren Malerkollegen Friedrich Overbeck befreundet. In Düsseldorf gehörte er dem Verein Düsseldorfer Künstler an.

## Werke
Viele seiner Werke zeigen Darstellungen der Maria. Dabei fertigte er sowohl kleine Madonnenbilder, als auch monumentale Altar- oder Wandgemälde. Es wird auf seine in den Jahren 1861 bis 1862 entstandenen Wandgemälde in der Klosterkirche von Nonnenwerth und in der Kirche von Welbergen verwiesen. Das Städtische Museum Göttingen verfügte 1919 über sein Aquarell Esther vor Ahasver. Der Katalog der Universität verweist auf das Gemälde der Beweinung Christi im Städtischen Museum. Die Kunstsammlung der Universität Göttingen besitzt seit 2012 zwei Madonnen von ihm.